# Мілтона (Міннесота)
Мілтона (англ. Miltona) — місто (англ. city) в США, в окрузі Дуглас штату Міннесота. Населення — 431 особа (2020).

## Географія
Мілтона розташована за координатами 46°2′47″ пн. ш. 95°17′36″ зх. д. / 46.04639° пн. ш. 95.29333° зх. д. (46.046255, -95.293202).  За даними Бюро перепису населення США в 2010 році місто мало площу 1,74 км², уся площа — суходіл. В 2017 році площа становила 1,61 км², уся площа — суходіл.

## Демографія
Згідно з переписом 2010 року, у місті мешкали 424 особи в 165 домогосподарствах у складі 112 родин. Густота населення становила 244 особи/км².  Було 184 помешкання (106/км²).
Расовий склад населення:
| - 99,3 % — білих - 0,2 % — корінних американців - 0,2 % — чорних або афроамериканців |

До двох чи більше рас належало 0,2 %. Частка іспаномовних становила 1,2 % від усіх жителів.
За віковим діапазоном населення розподілялося таким чином: 30,4 % — особи молодші 18 років, 55,9 % — особи у віці 18—64 років, 13,7 % — особи у віці 65 років та старші. Медіана віку мешканця становила 30,2 року. На 100 осіб жіночої статі у місті припадало 105,8 чоловіків;  на 100 жінок у віці від 18 років та старших — 100,7 чоловіків також старших 18 років.
Середній дохід на одне домашнє господарство  становив 46 980 доларів США (медіана — 39 000), а середній дохід на одну сім'ю — 48 996 доларів (медіана — 45 000). За межею бідності перебувало 27,7 % осіб, у тому числі 45,6 % дітей у віці до 18 років та 1,8 % осіб у віці 65 років та старших.
Цивільне працевлаштоване населення становило 179 осіб. Основні галузі зайнятості: виробництво — 20,7 %, освіта, охорона здоров'я та соціальна допомога — 19,0 %, роздрібна торгівля — 17,3 %.